# Basţām Darreh
Basţām Darreh (persiska: بسطام درّه) är en ort i Iran.   Den ligger i provinsen Golestan, i den norra delen av landet, 500 km nordost om huvudstaden Teheran. Basţām Darreh ligger 485 meter över havet och antalet invånare är 284.
Terrängen runt Basţām Darreh är kuperad norrut, men söderut är den platt.Runt Basţām Darreh är det ganska glesbefolkat, med 48 invånare per kvadratkilometer. Närmaste större samhälle är Marāveh Tappeh, 15,6 km sydväst om Basţām Darreh. Trakten runt Basţām Darreh består i huvudsak av gräsmarker.